# Luis José Sartorius

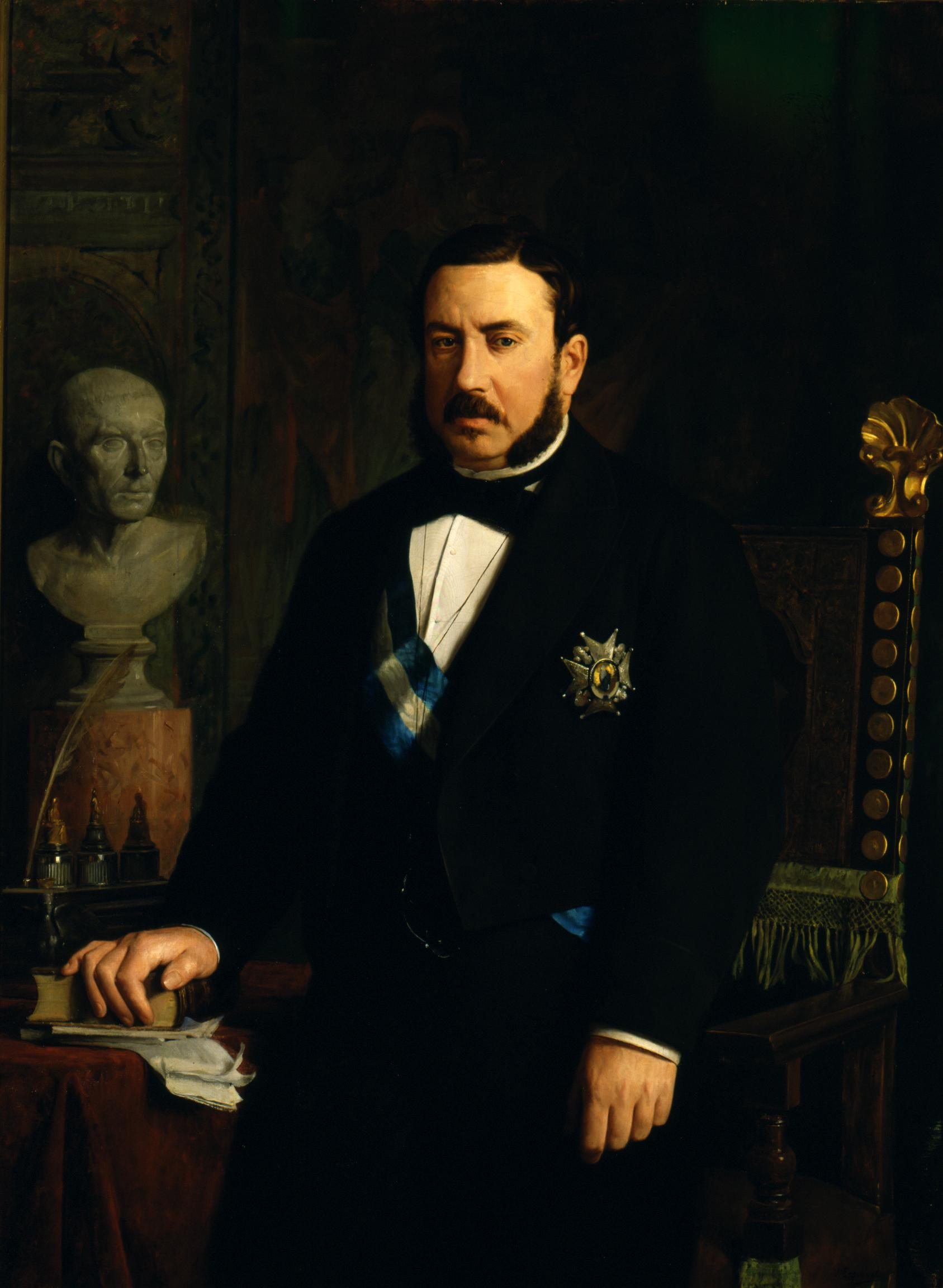
Luis José Sartorius.

Luis José Sartorius y Tapia, graaf de San Luis (Sevilla, 1820 - 22 februari 1871) was een Spaans politicus en eerste minister.

## Levensloop

### Herkomst, afgevaardigde en ministerschap
Sartorius stamde uit een Polen emigreerde familie en groeide in armoedige toestanden op. Onder de hoede van de latere politicus en eerste minister Juan Bravo Murillo kon hij later een journalistieke loopbaan opbouwen. In 1842 richtte hij het dagblad "El Heraldo" op waar hij in zijn artikels scherpe kritiek liet horen tegenover regent-generaal Baldomero Espartero.
Zijn politieke loopbaan begon hij op 15 september 1843 toen hij als afgevaardigde in het Congreso de los Diputados verkozen werd en zou dit met enkele korte onderbrekingen vervullen tot in januari 1869.
Op 4 oktober 1847 werd hij minister van Binnenlandse Zaken in de regering van Ramón María Narváez y Campos, dat hij met een korte onderbreking gedurende de overgangsregering van Serafín María de Soto van 19 tot 20 oktober 1849 zou vervullen tot op 14 januari 1851. In november 1847 was hij tevens ad interim minister van Handel, Onderwijs en Openbare Werken. In die periode legde hij ook een eigen politieke basis met zijn eigen partij Partido de los Polacos, een partij van uit Polen geëmigreerde Spanjaarden. Voor zijn verdienste werd hij in 1849 tevens in de adelstand verheven als graaf van San Luis. In januari 1851 weigerde hij met zijn partij om een coalitieregering te vormen onder leiding van zijn mentor Juan Bravo Murillo.

### Premierschap en laatste levensjaren
Als opvolger van Francisco Lersundi Hormaechea werd hij op 19 september 1853 vervolgens zelf eerste minister en bleef dit tot op 17 juli 1854. Hij combineerde dit met het ministerschap van Binnenlandse Zaken en wou in deze functies enkele grondwethervormingen invoeren. Anderzijds werd hij beschuldigd van corruptie en van massief onzedelijk gedrag, waardoor de Cortes Generales er zich mee moest bemoeien. De debatten over een schandaal bij de spoorwegbedrijven in de Senaat leidden tot een motie van wantrouwen tegen hem. Toch nam hij niet ontslag als eerste minister, maar ontbond wel het parlement. Door de toenemende druk binnen de binnenlandse politiek door de Partido Moderado, de Partido Progresista en het leger, maar ook door de financiële wereld en later ook de regering begon hij hardere repressies te nemen tegen zijn politieke tegenstanders. Toen het leger een opstand begon te voorbereiden, nam hij op 17 juli 1854 uiteindelijk toch ontslag.
Daarnaast was hij van 18 augustus 1853 tot 3 september 1854 de voorzitter van de Real Academia de Bellas Artes de San Fernando. Na zijn premierschap begon hij zich uit de politiek terug te trekken, maar werd later ambassadeur in Rome. Van 28 december 1867 tot 3 december 1868 was hij voorzitter van de Cortes Generales en was hiermee de laatste parlementsvoorzitter gedurende de regeerperiode van Isabella II.
Zijn grafsteen bevindt zich in de Iglesia de la Anunciación in Sevilla.
- Biblioteca Nacional de España: XX1113313
- Gemeinsame Normdatei: 137598335
- International Standard Name Identifier: 0000 0000 5556 3282
- Library of Congress Control Number: n95028694
- Virtual International Authority File: 26306910
- WorldCat: E39PBJtX4dc6GB3DfvVqgt6Frq